# 서던캘리포니아 건축연구소
서던캘리포니아 건축연구소(영어: Southern California Institute of Architecture) 또는 줄여서 싸이아크(SCI-Arc)는 미국 캘리포니아주 로스앤젤레스에 위치한 사립 건축 교육기관이다. 미국의 여타 건축학교에 비해 아방가르드적인 성향을 지녔다는 평가를 받아왔다. 약 500명의 재학생과 80여명의 교수진으로 이뤄져있다.

## 캠퍼스
긴 터널형 건물의 동쪽에는 내부를 가로지르는 복도가, 서쪽에는 학생을 위한 작업공간이 마련되어있다. 복도는 학년 말이 되면 작품을 전시하는 갤러리로 사용되기도 한다. 평상시에 학교에 방문하면 열린 공간에서 벌어지고 있는 발표형식의 수업을 참관할 수 있다. 24시간 개방되어 있어서 외부 사람들이 작품을 쉽게 감상할 수 있다.

## 저명한 동문
- 반 시게루

## 사진

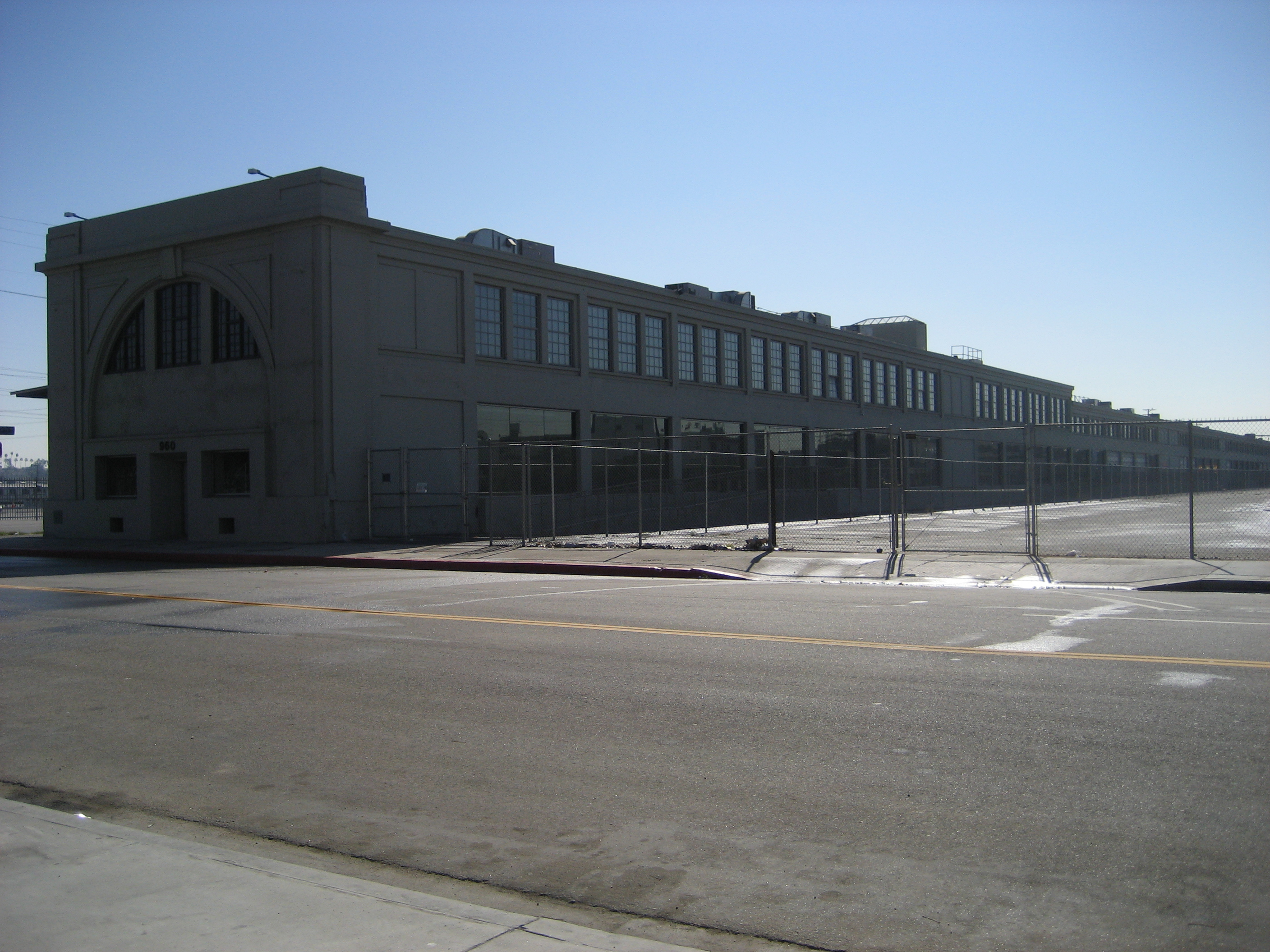
싸이아크 캠퍼스 전경
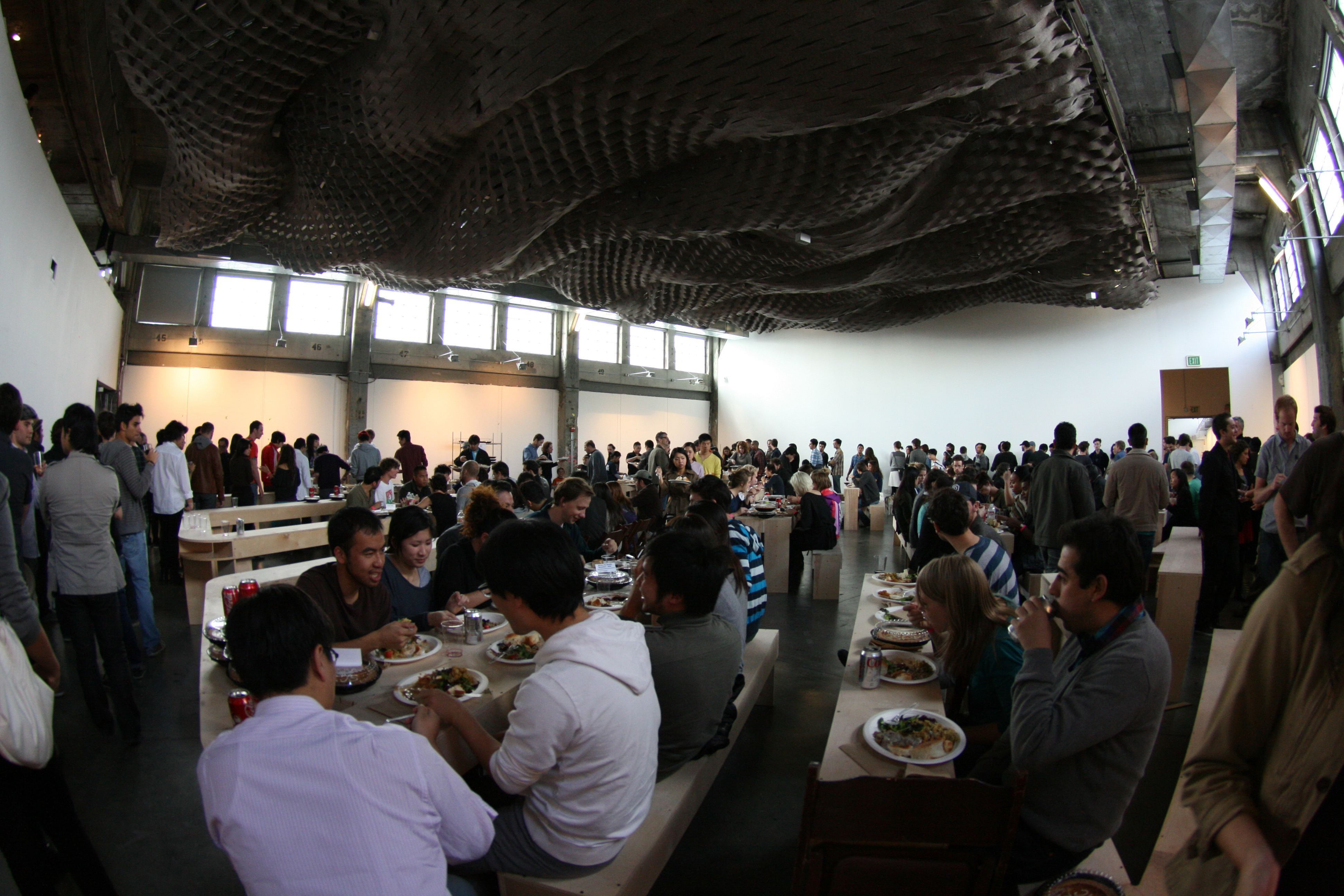
싸이아크 캠퍼스에서 열린 2010년 추수감사절 행사
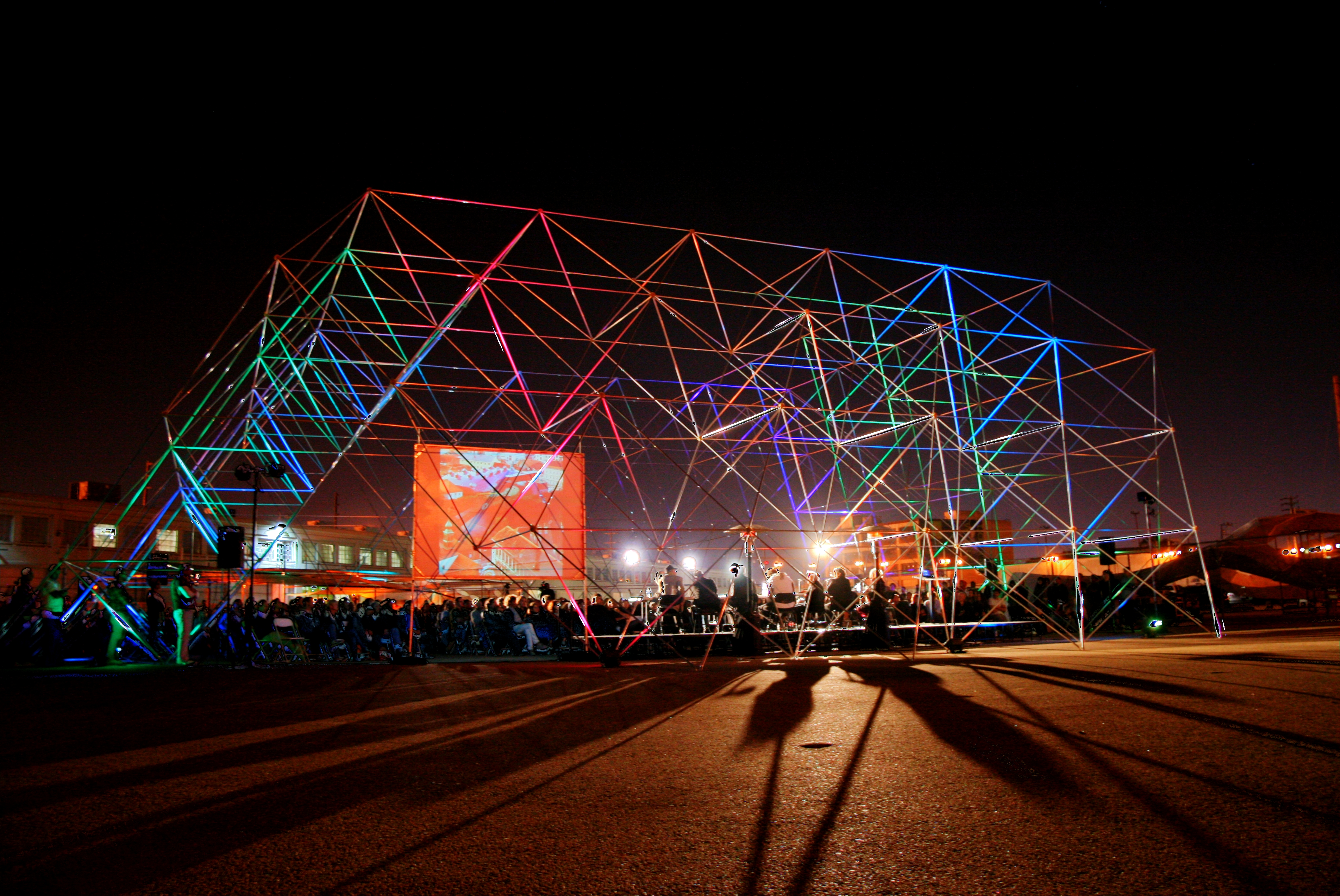
싸이아크 캠퍼스 파빌리온